# Drosnay
Drosnay est une commune française, située dans le département de la Marne en région Grand Est.
Ses habitants sont appelés les Dronayats et les Dronayates.

## Géographie

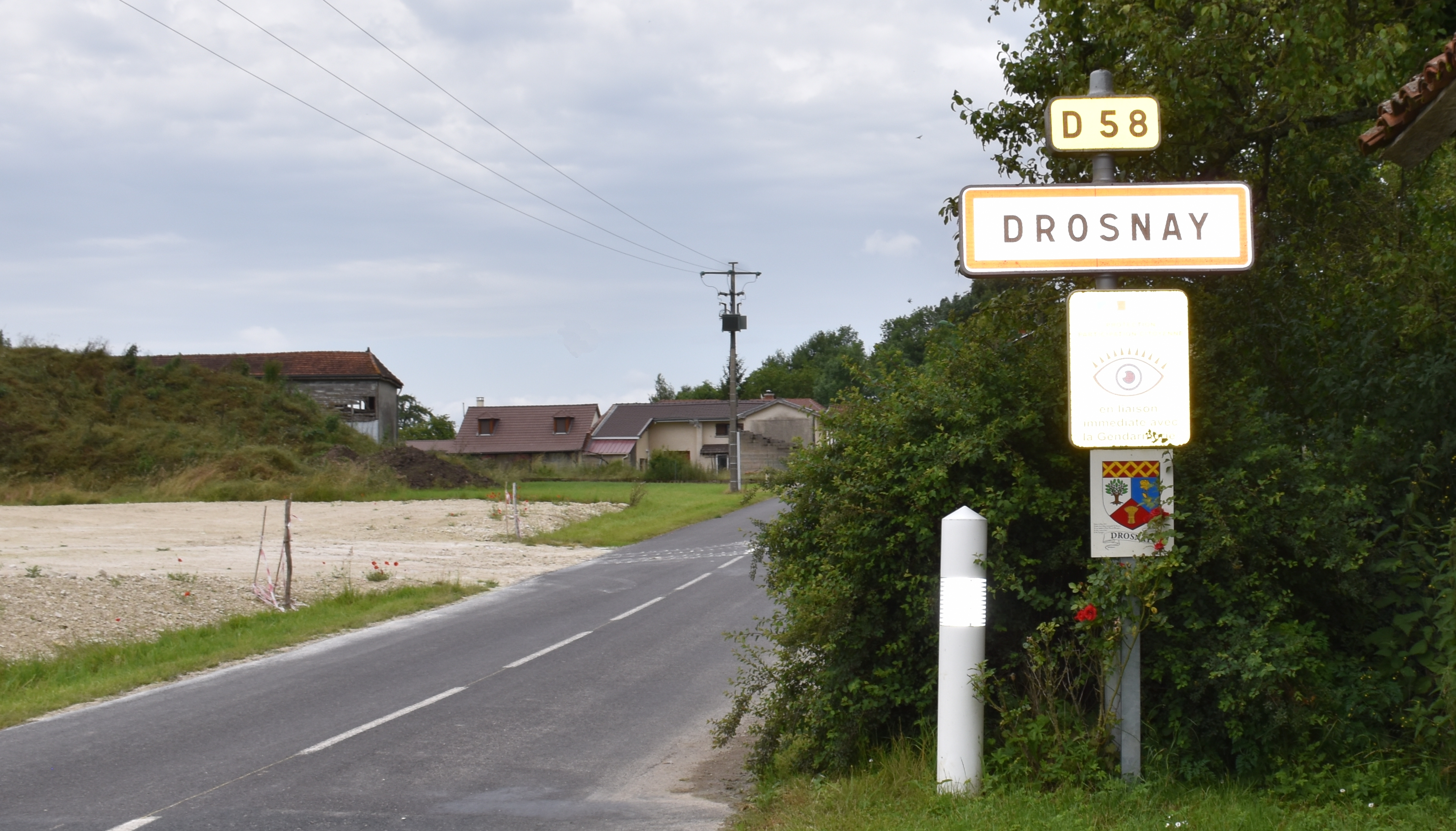
Une entrée de la commune.

Drosnay se situe à proximité du lac du Der-Chantecoq, dans le Sud-Est de la Marne. Le village s'étend dans un axe sud-ouest/nord-est. L'ouest de la commune est dominé par le Boujon, qui culmine à 145 mètres d'altitude. Cette partie du territoire est occupée par le bois de Dampierre, qui accueille l'étang des Laires. À l'est du village, on trouve les bois de la Guépiere et des Menonvilles. Au nord-ouest, c'est le bois des Saussettes et le bois Famine ainsi que les étangs de Maupertuis et des Forêts, au finage avec Brandonvillers. Entre le bois de Dampierre et le bois Famine, au-dessus de l'étang de Maupertuis, se dressent les Grandes Côtes à 142 m.
| Brandonvillers    | Gigny-Bussy       | Saint-Remy-en-Bouzemont-Saint-Genest-et-Isson |
|                   | Drosnay           |                                               |
| Margerie-Hancourt | Vers Arrembécourt | Outines                                       |

### Hydrographie
La commune est dans la région hydrographique « la Seine de sa source au confluent de l'Oise (exclu) » au sein du bassin Seine-Normandie. Elle est drainée par l'Isson, le ruisseau des Gros Pres, le Fossé 01 de l'Étang des Forêts, le Fossé 01 des Galichons, le Fossé 01 du Bois de la Guêpière, le Fossé 02 du Bois de la Guêpière et le ruisseau Fosse des Marais,.
L'Isson, d'une longueur de 20 km, prend sa source dans la commune  et se jette  dans la Marne à Frignicourt, après avoir traversé sept communes. 

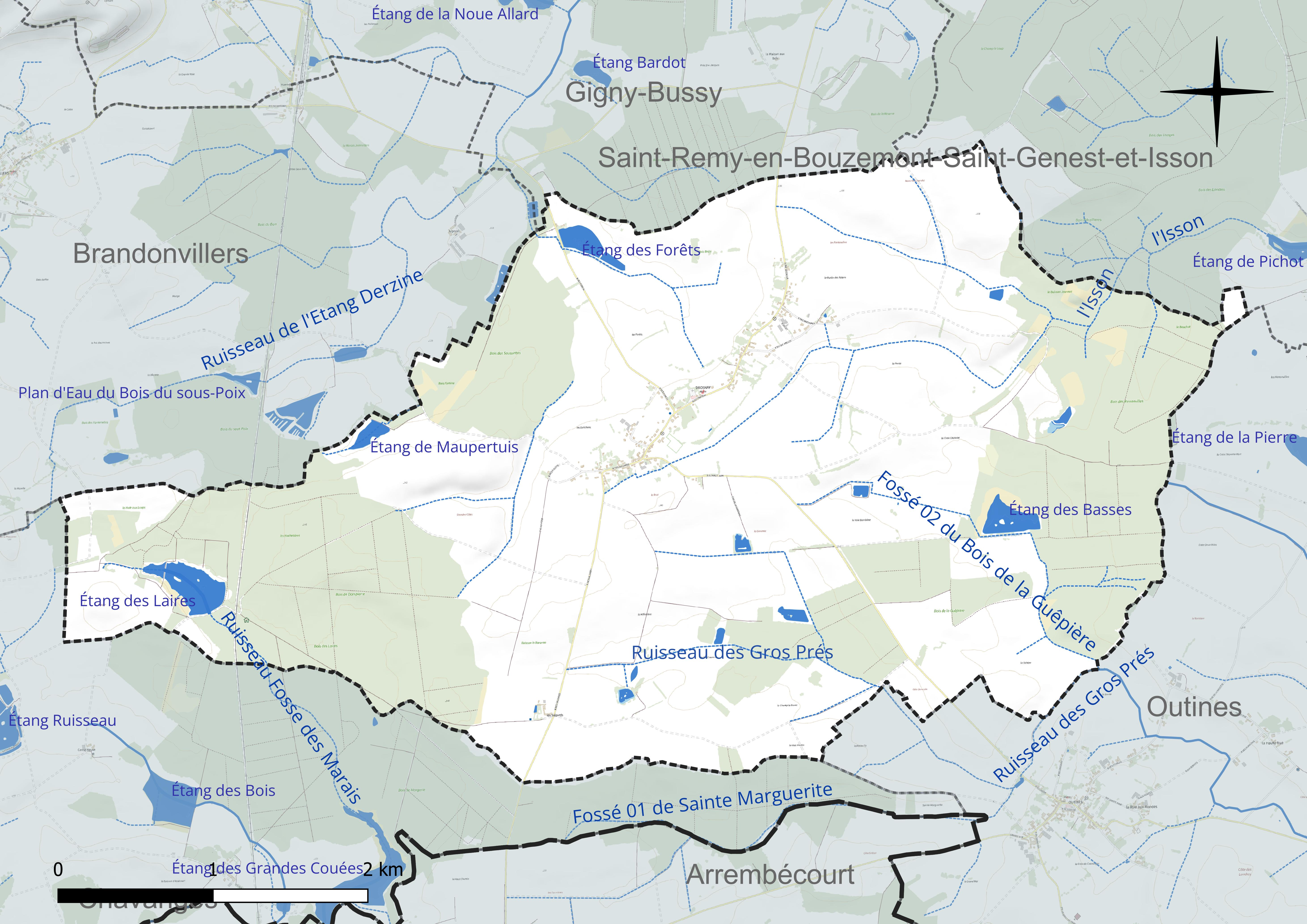
Réseau hydrographique de Drosnay.

Quatre plans d'eau complètent le réseau hydrographique : l'étang de Maupertuis (2,1 ha), l'étang des Basses (5,2 ha), l'étang des Forêts (4,5 ha) et l'étang des Laires (9,1 ha),.

### Climat
Pour des articles plus généraux, voir Climat du Grand Est et Climat de la Marne.
En 2010, le climat de la commune est de type climat océanique dégradé des plaines du Centre et du Nord, selon une étude du Centre national de la recherche scientifique s'appuyant sur une série de données couvrant la période 1971-2000. En 2020, Météo-France publie une typologie des climats de la France métropolitaine dans laquelle la commune est exposée à un climat océanique altéré et est dans une zone de transition entre les régions climatiques « Nord-est du bassin Parisien » et « Lorraine, plateau de Langres, Morvan ». 
Pour la période 1971-2000, la température annuelle moyenne est de 10,6 °C, avec une amplitude thermique annuelle de 15,9 °C. Le cumul annuel moyen de précipitations est de 785 mm, avec 12,3 jours de précipitations en janvier et 8,4 jours en juillet. Pour la période 1991-2020, la température moyenne annuelle observée sur la station météorologique de Météo-France la plus proche, « Frignicourt », sur la commune de Frignicourt à 14 km à vol d'oiseau, est de 11,5 °C et le cumul annuel moyen de précipitations est de 694,6 mm. 
La température maximale relevée sur cette station est de 41,7 °C, atteinte le 25 juillet 2019 ; la température minimale est de −22 °C, atteinte le 9 janvier 1985,,. 
Les paramètres climatiques de la commune ont été estimés pour le milieu du siècle (2041-2070) selon différents scénarios d'émission de gaz à effet de serre à partir des nouvelles projections climatiques de référence DRIAS-2020. Ils sont consultables sur un site dédié publié par Météo-France en novembre 2022.

## Urbanisme

### Typologie
Au 1er janvier 2024, Drosnay est catégorisée commune rurale à habitat dispersé, selon la nouvelle grille communale de densité à sept niveaux définie par l'Insee en 2022.
Elle est située hors unité urbaine. Par ailleurs la commune fait partie de l'aire d'attraction de Vitry-le-François, dont elle est une commune de la couronne,. Cette aire, qui regroupe 73 communes, est catégorisée dans les aires de moins de 50 000 habitants,.

### Occupation des sols
L'occupation des sols de la commune, telle qu'elle ressort de la base de données européenne d’occupation biophysique des sols Corine Land Cover (CLC), est marquée par l'importance des territoires agricoles (62,7 % en 2018), une proportion sensiblement équivalente à celle de 1990 (62,8 %). La répartition détaillée en 2018 est la suivante : 
terres arables (40,8 %), forêts (31,8 %), prairies (21,9 %), milieux à végétation arbustive et/ou herbacée (3 %), zones urbanisées (2,6 %). L'évolution de l’occupation des sols de la commune et de ses infrastructures peut être observée sur les différentes représentations cartographiques du territoire : la carte de Cassini (XVIIIe siècle), la carte d'état-major (1820-1866) et les cartes ou photos aériennes de l'IGN pour la période actuelle (1950 à aujourd'hui).

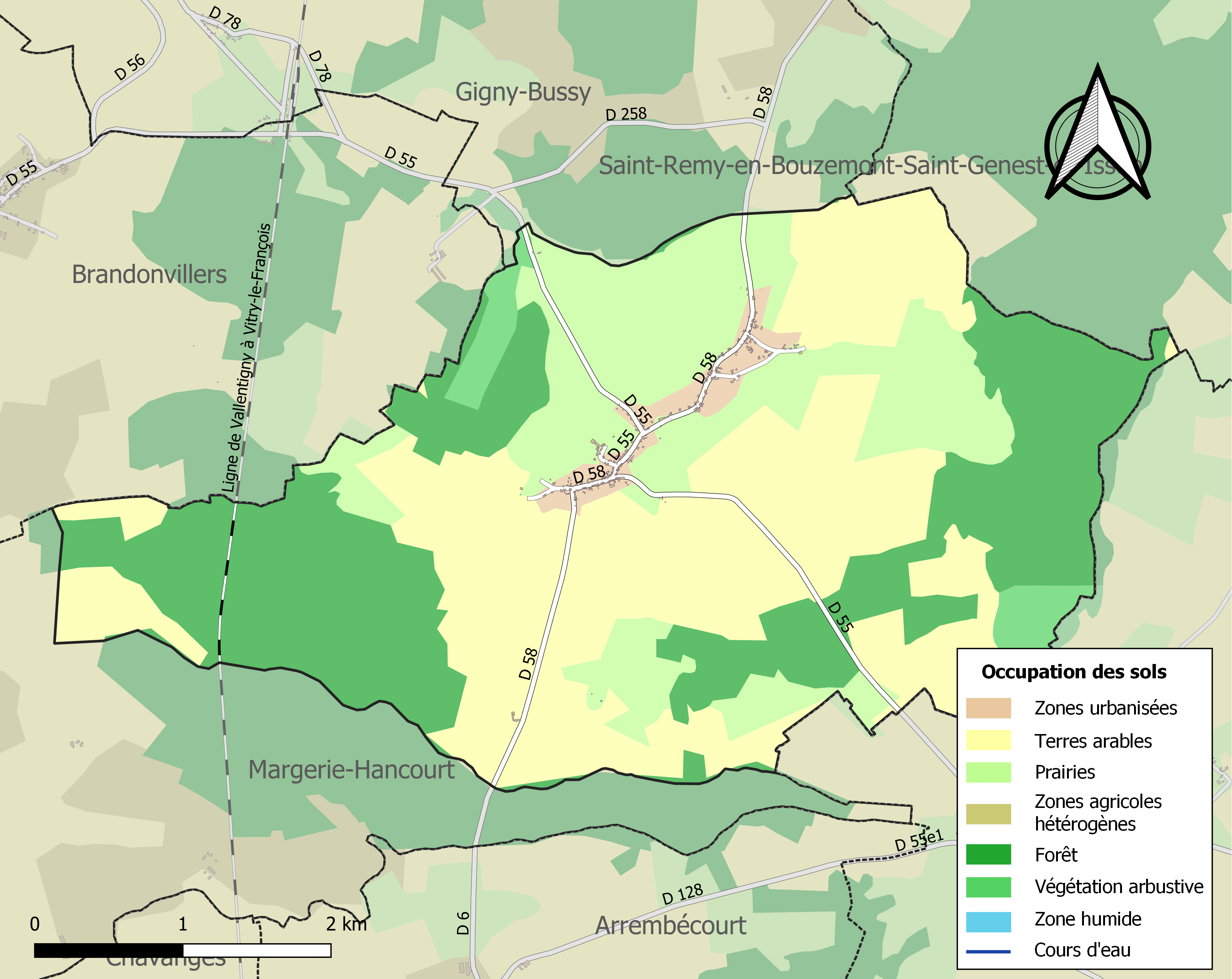
Carte des infrastructures et de l'occupation des sols de la commune en 2018 (CLC).

## Toponymie
Le nom de la localité est attesté sous les formes Droniacum (1171) ; Droenaium (vers 1172) ; Dronayum (1222) ; Droegnai (1228) ; Dronnaium (1251) ; Dronaium (1255) ; Dronay, Dronnay (vers 1274) ; Droenay (1366) ; Dronayum (1407).

## Histoire
La seigneurie de Drosnay relevait de Rosnay. Des titres de 1157 font mention du village. Une bulle d'Innocent III, datée de 1200, confirme les religieux de Trois-Fontaines dans divers droits qu'ils exerçaient sur ce village. Un titre de 1392 cite le seigneur d'Arzillières comme ayant pour serfs des habitants de Drosnay.
En 1802, Pierre Rousselau, bucheron demeurant Drosnay, y assassine son collègue François Foignant, dans le bois limitrophe.
Le 7 juillet 2023, un incendie détruit totalement l'église Notre-Dame,

## Politique et administration

### Intercommunalité
La commune, antérieurement membre de la communauté de communes du Bocage champenois, est membre, depuis le 1er janvier 2014, de la communauté de communes Perthois-Bocage et Der.
En effet, conformément aux prévisions du schéma départemental de coopération intercommunale (SDCI) de la Marne du 15 décembre 2011, trois petites communautés de communes préexistantes :  
- la  communauté de communes du Bocage Champenois ;
- la communauté de communes Marne et Orconte ;
- la communauté de communes du Perthois  ;
ont fusionné pour créer la nouvelle communauté de communes Perthois-Bocage et Der, à laquelle se sont également jointes une commune détachée de la  communauté de communes de Val de Bruxenelle (Favresse) et la commune isolée de Gigny-Bussy.

## Équipements et services publics

### Eau et déchets
Le service public des déchets est assuré par le Syndicat mixte du Sud-Est Marnais (SYMSEM), qui a mis en place une redevance incitative. La collecte des ordures ménagères résiduelles (en bacs noirs pucés ou en sacs rouges prépayés) et des emballages ménagers recyclables (en sacs jaunes) est réalisée en porte à porte. Le SYMSEM adhérant au syndicat de valorisation des ordures ménagères de la Marne (SYVALOM), ces déchets sont amenés en centre de transfert à Sainte-Menehould ou Vitry-en-Perthois, puis valorisés sur le site de La Veuve. La collecte du verre se fait en apport volontaire, avant transformation dans une usine de Reims. Pour les déchets volumineux ou dangereux, le SYMSEM met à disposition de ses habitants une plateforme de déchets verts et gravats, à Saint-Amand-sur-Fion, ainsi que 12 déchèteries, à Arrigny, Courtisols, Givry-en-Argonne, Mairy-sur-Marne, Pargny-sur-Saulx, Pogny, Sainte-Menehould, Thiéblemont-Farémont, Valmy, Vanault-les-Dames, Villers-en-Argonne et Ville-sur-Tourbe.

### Postes et télécommunications
Deux boîtes aux lettres de La Poste se trouvent sur le territoire de la commune, rue du Château et rue du Haut Jard. Le bureau de poste le plus proche est situé à Saint-Remy-en-Bouzemont, à environ 6 km de Drosnay.

### Justice, sécurité et secours
Du point de vue judiciaire, Drosnay relève du conseil de prud'hommes, du tribunal de commerce, du tribunal judiciaire, du tribunal paritaire des baux ruraux et du tribunal pour enfants de Châlons-en-Champagne, dans le ressort de la cour d'appel de Reims. Pour le contentieux administratif, la commune dépend du tribunal administratif de Châlons-en-Champagne et de la cour administrative d'appel de Nancy.
Drosnay est située en secteur Gendarmerie nationale et dépend de la brigade de Saint-Remy-en-Bouzemont-Saint-Genest-et-Isson.
En matière d'incendie et de secours, la caserne la plus proche est celle de Saint-Remy-en-Bouzemont, rattachée au Service départemental d'incendie et de secours (SDIS) de la Marne. 
La commune partage toutefois son code postal avec le bureau de poste de Saint-Remy-en-Bouzemont (51290).

## Démographie

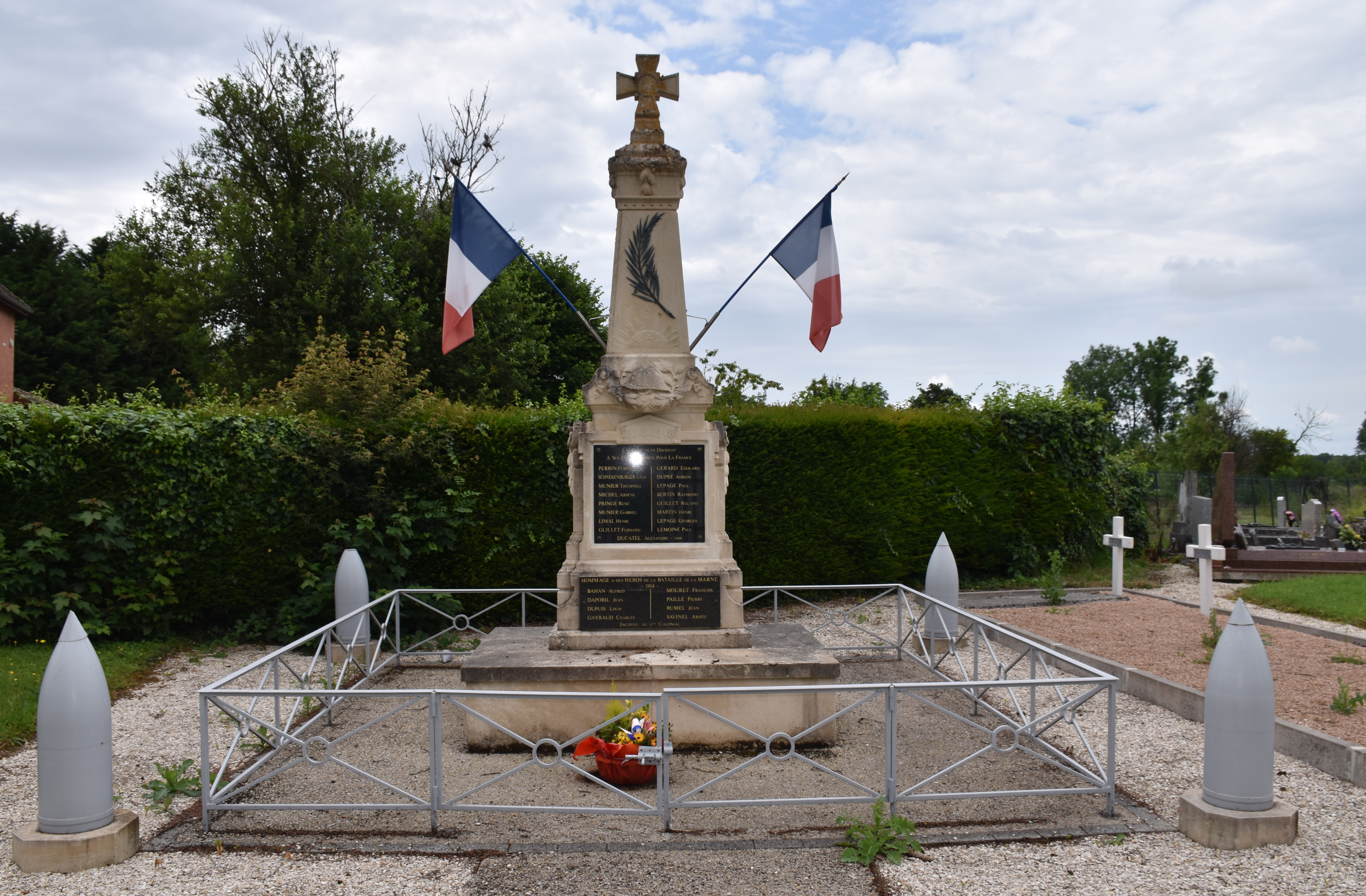
Le monument aux morts.

L'évolution du nombre d'habitants est connue à travers les recensements de la population effectués dans la commune depuis 1793. Pour les communes de moins de 10 000 habitants, une enquête de recensement portant sur toute la population est réalisée tous les cinq ans, les populations de référence des années intermédiaires étant quant à elles estimées par interpolation ou extrapolation. Pour la commune, le premier recensement exhaustif entrant dans le cadre du nouveau dispositif a été réalisé en 2006.

En 2022, la commune comptait 195 habitants, en évolution de −8,02 % par rapport à 2016 (Marne : −1,19 %, France hors Mayotte : +2,11 %).
| 1793 | 1800 | 1806 | 1821 | 1831 | 1836 | 1841 | 1846 | 1851 |
| ---- | ---- | ---- | ---- | ---- | ---- | ---- | ---- | ---- |
| 407  | 467  | 449  | 429  | 455  | 537  | 530  | 520  | 502  |

| 1856 | 1861 | 1866 | 1872 | 1876 | 1881 | 1886 | 1891 | 1896 |
| ---- | ---- | ---- | ---- | ---- | ---- | ---- | ---- | ---- |
| 483  | 507  | 528  | 482  | 516  | 453  | 441  | 365  | 361  |

| 1901 | 1906 | 1911 | 1921 | 1926 | 1931 | 1936 | 1946 | 1954 |
| ---- | ---- | ---- | ---- | ---- | ---- | ---- | ---- | ---- |
| 313  | 295  | 309  | 272  | 290  | 244  | 214  | 250  | 225  |

| 1962 | 1968 | 1975 | 1982 | 1990 | 1999 | 2006 | 2011 | 2016 |
| ---- | ---- | ---- | ---- | ---- | ---- | ---- | ---- | ---- |
| 199  | 188  | 181  | 154  | 171  | 175  | 167  | 187  | 212  |

| 2021 | 2022 | - | - | - | - | - | - | - |
| ---- | ---- | - | - | - | - | - | - | - |
| 204  | 195  | - | - | - | - | - | - | - |

## Culture locale et patrimoine

### Lieux et monuments
- Église Notre-Dame (XVIIe siècle) à pans de bois, classée monument historique depuis 1982[38]. Elle est détruite par un incendie le 7 juillet 2023[20].

Église Notre-Dame
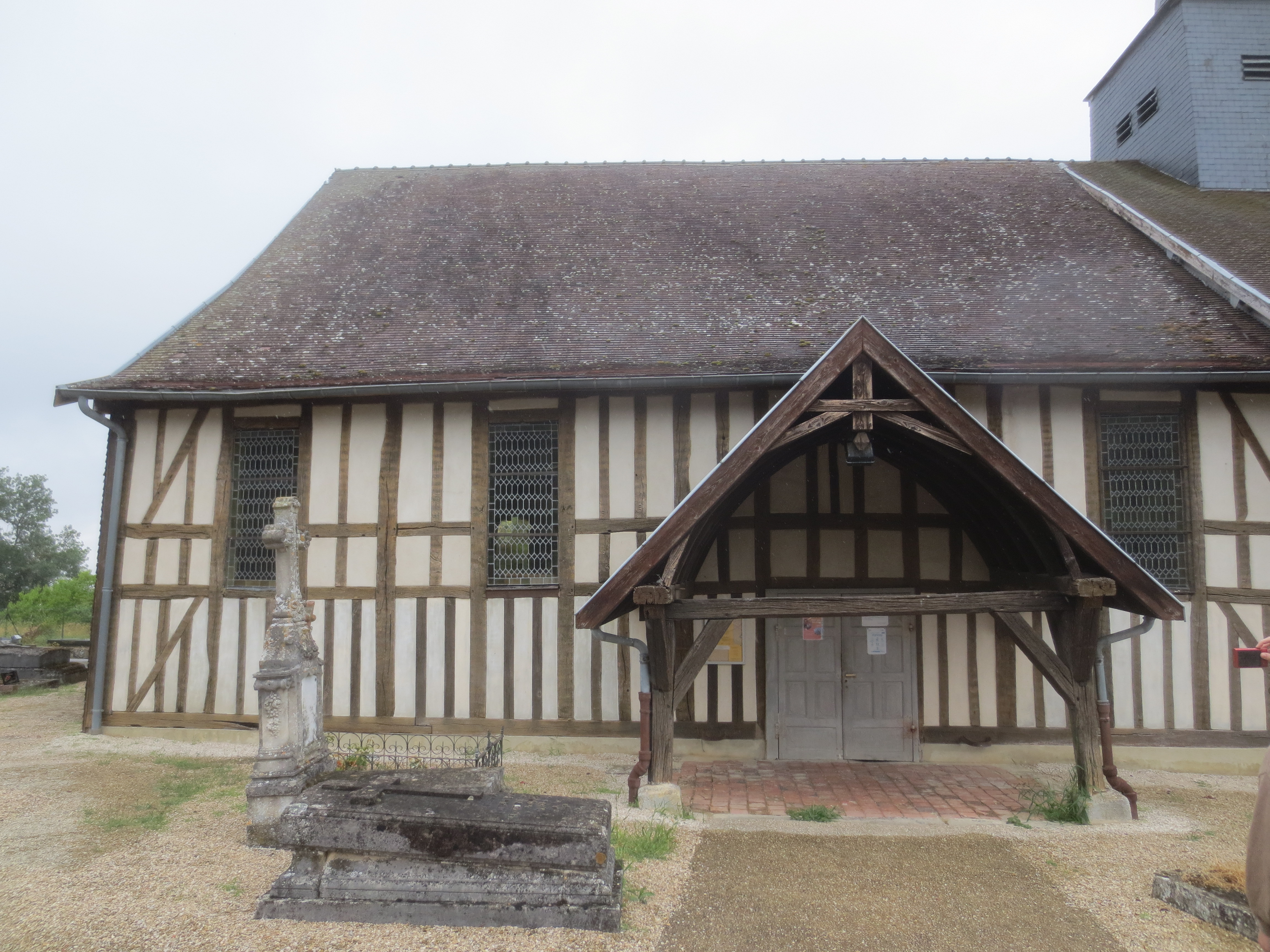
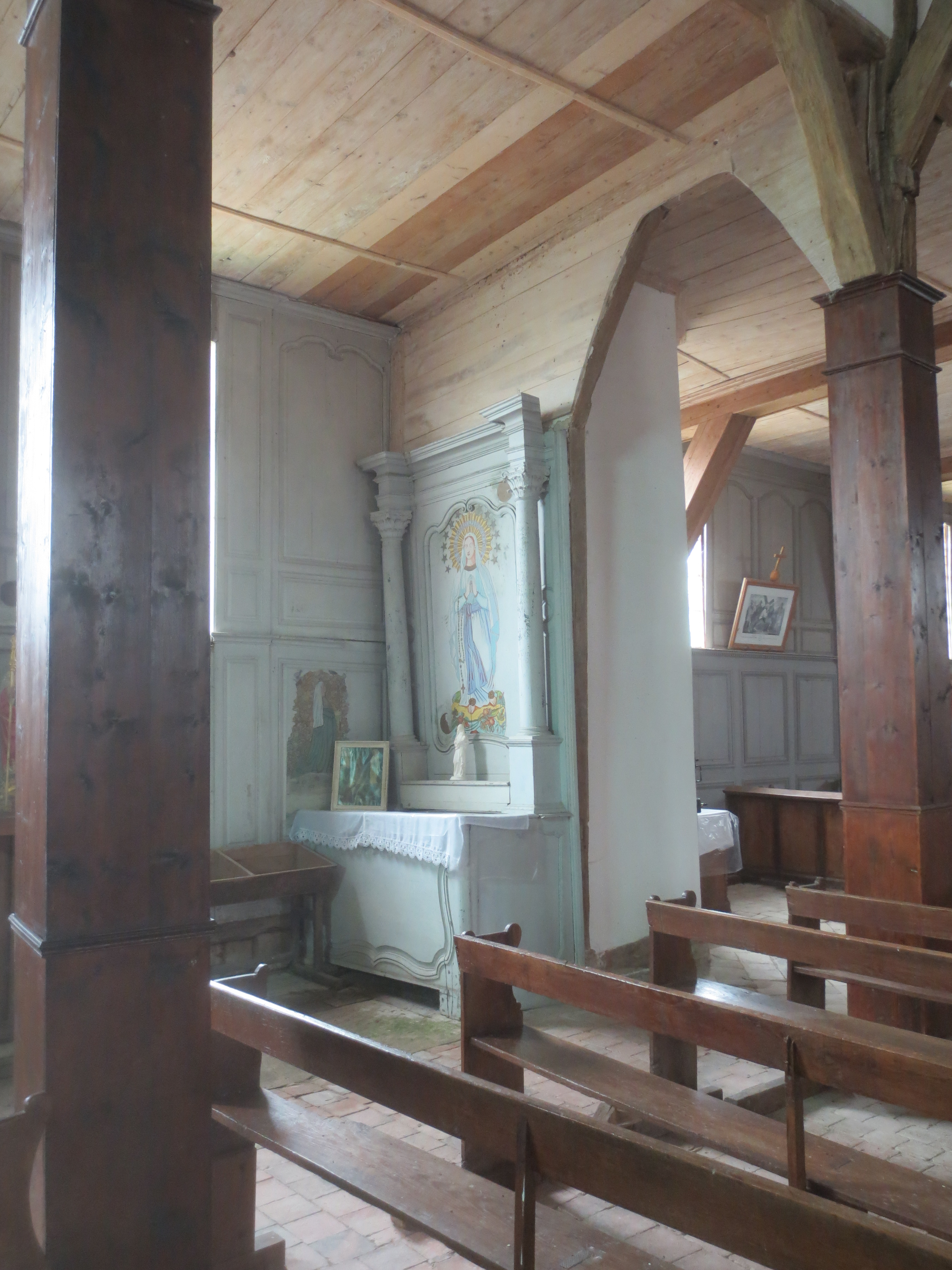
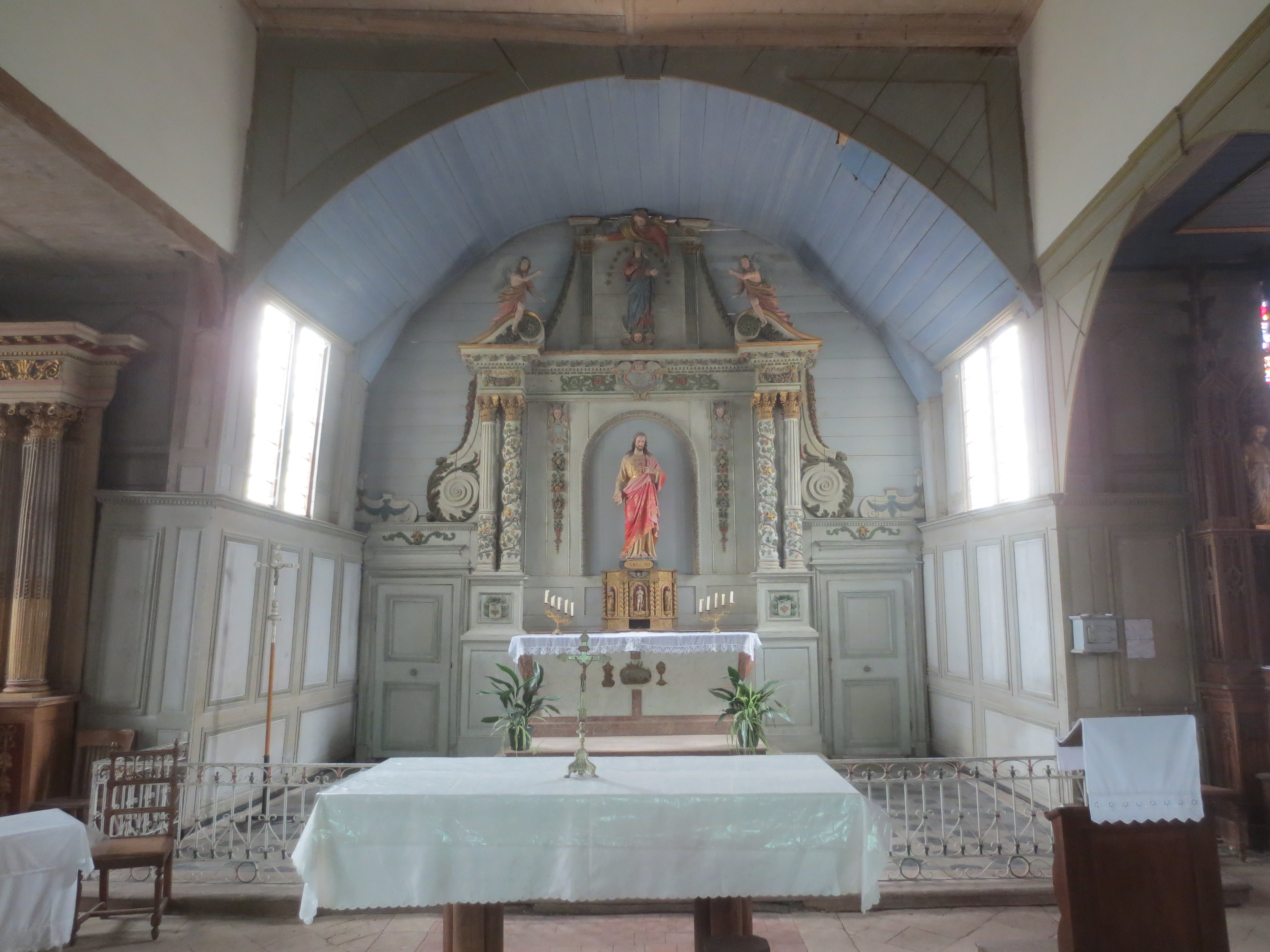

- Motte de 50 mètres de diamètre et haute de 5 mètres par rapport au fond du fossé sous laquelle, au XIXe siècle, sont mentionnées des caves, dont les opérations archéologiques de 2008 et 2009 n'ont pu confirmer l'existence[39].

### Le village autrefois

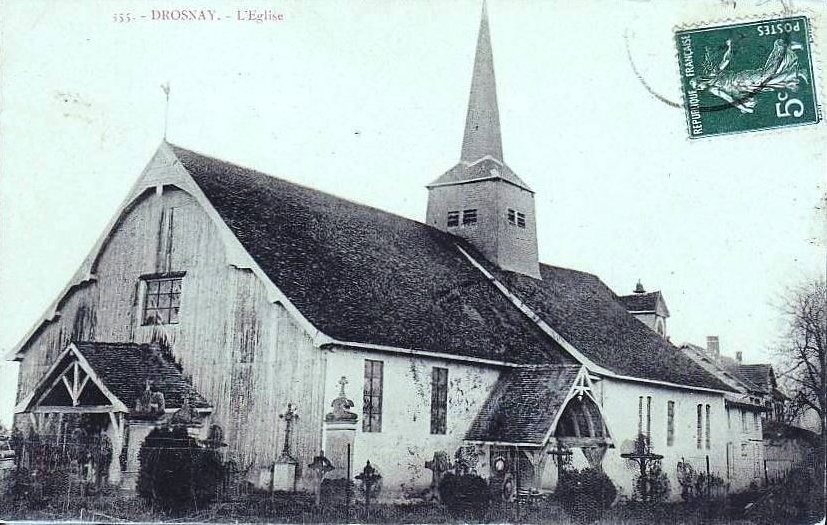
Carte postale de l'église vers 1910.
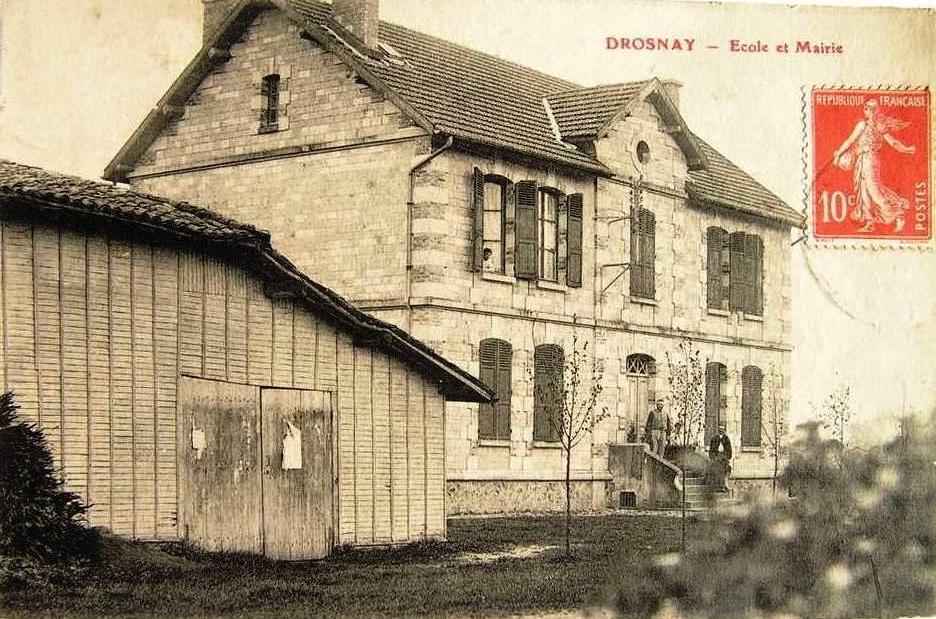
Carte postale de la mairie vers 1910.
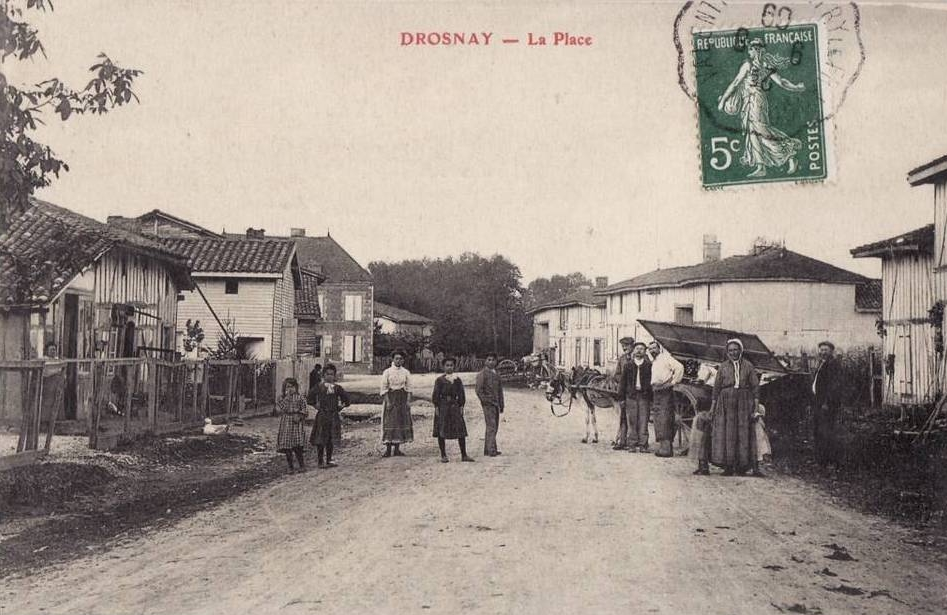
Carte postale de la place en 1909.
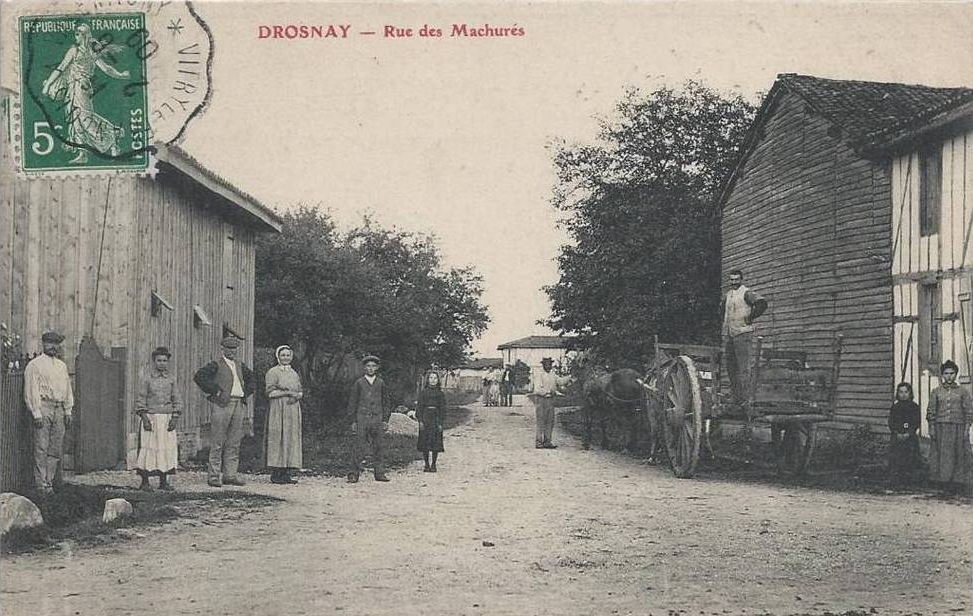
Drosnay -Carte postale de la Rue des Machurés en 1909
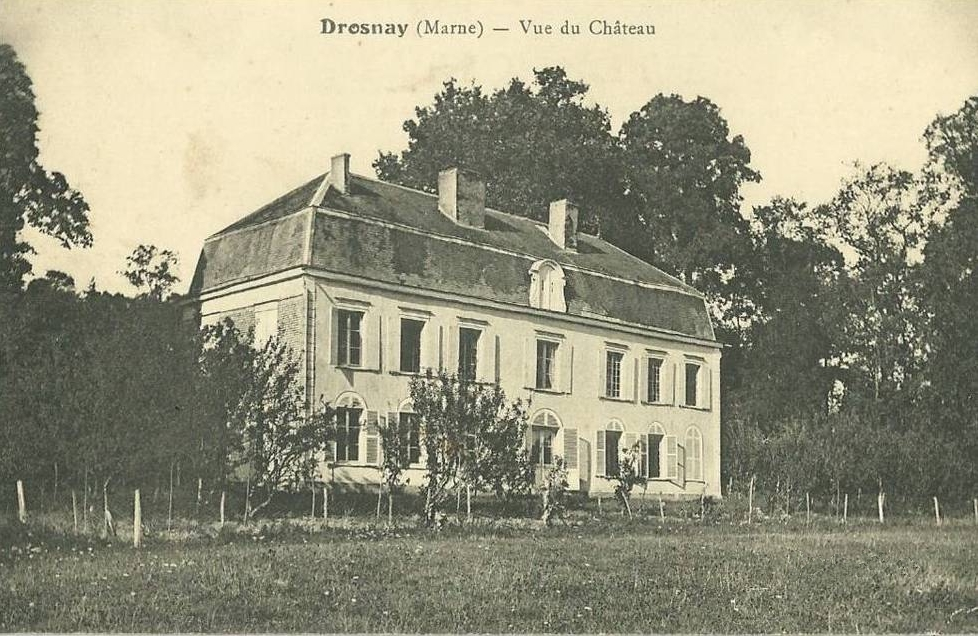
Carte postale du château vers 1910.

### Héraldique
| Blason de Drosnay | Blason  | Tiercé en pairle renversé: au 1er d'argent au chêne au naturel, au 2e d'azur à la rose des jardins tigée et feuillée d'or, au 3e de gueules à la gerbe de blé d'or; le tout sommé d'un chef de gueules fretté d'or. |
| Blason de Drosnay | Détails | Le statut officiel du blason reste à déterminer. |